# Craig Nicholls

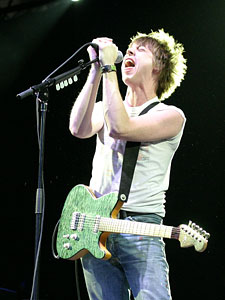
Craig Nicholls

Craig Robert Nicholls (* 31. August 1977 in Sydney, Australien) ist Sänger, Songwriter und Gitarrist der Rockband The Vines.

## Vergangenheit
Craig ging zur Highschool und machte nach dem zehnten Jahr seinen Abschluss. Er gründete The Vines mit seinen Highschoolfreunden Patrick Matthews am Bass und David Oliffe am Schlagzeug. Bei ihrem ersten Auftritt bei Freunden auf einer Feier war Craig so nervös, dass er einen Nervenzusammenbruch bekam und nicht in der Lage war zu spielen.

## Erfolge
Die Vines nahmen ihr Debütalbum Highly Evolved mit dem Produzenten Rob Schnapf in Los Angeles auf. Während der Aufnahmen verließ Schlagzeuger David Oliffe die Band und wurde durch Hamish Rosser ersetzt. Die Single Highly Evolved wurde erfolgreich und startete auf Platz 32 im Vereinigten Königreich. Get Free, Outtathaway und Homesick waren weitere Singleauskopplungen. Highly Evolved wurde 1,5 Millionen Mal verkauft. Der plötzliche Erfolg erwies sich als schwierig für Nicholls und verursachte große Anstrengungen für jeden.
2004 ging die Band nach Bearsville und begann die Aufnahmen an ihrem zweiten Album, Winning Days, welches auf Nr. 7 in Australien, Nr. 23 in den USA und Nr. 32 im Vereinigten Königreich startete. Die erste Singleauskopplung Ride wurde an Apple für einen Werbespot verkauft.
Mitte 2005 ließ die Band verlauten, dass sie ihr drittes Album in Australien mit Produzent Wayne Connolly aufnehmen würden. 2006 kam das dritte Album Vision Valley heraus. Die erste Singleauskopplung war der Song Don’t listen to the Radio.

## Asperger-Syndrom
Während einer Werbeshow für Triple M Radio ging der Bassist Patrick Matthews von der Bühne, nachdem Nicholls das Publikum beleidigt und sie angewiesen hatte während des Auftritts nicht zu reden. Er spielte niemals wieder mit The Vines (er schloss sich der Band Youth Group an) und Triple M hat The Vines aus ihrem Programm gebannt und ihnen verboten, jemals wieder dort zu spielen.
Nicholls schlug einen Fotografen, wofür er Strafe zahlen musste. Während Nicholls Gerichtsverhandlung wurde entdeckt, dass er unter dem Asperger-Syndrom leidet, einer Form von Autismus. Die Anzeige wurde später fallengelassen.